# Palazzo Corsini al Prato

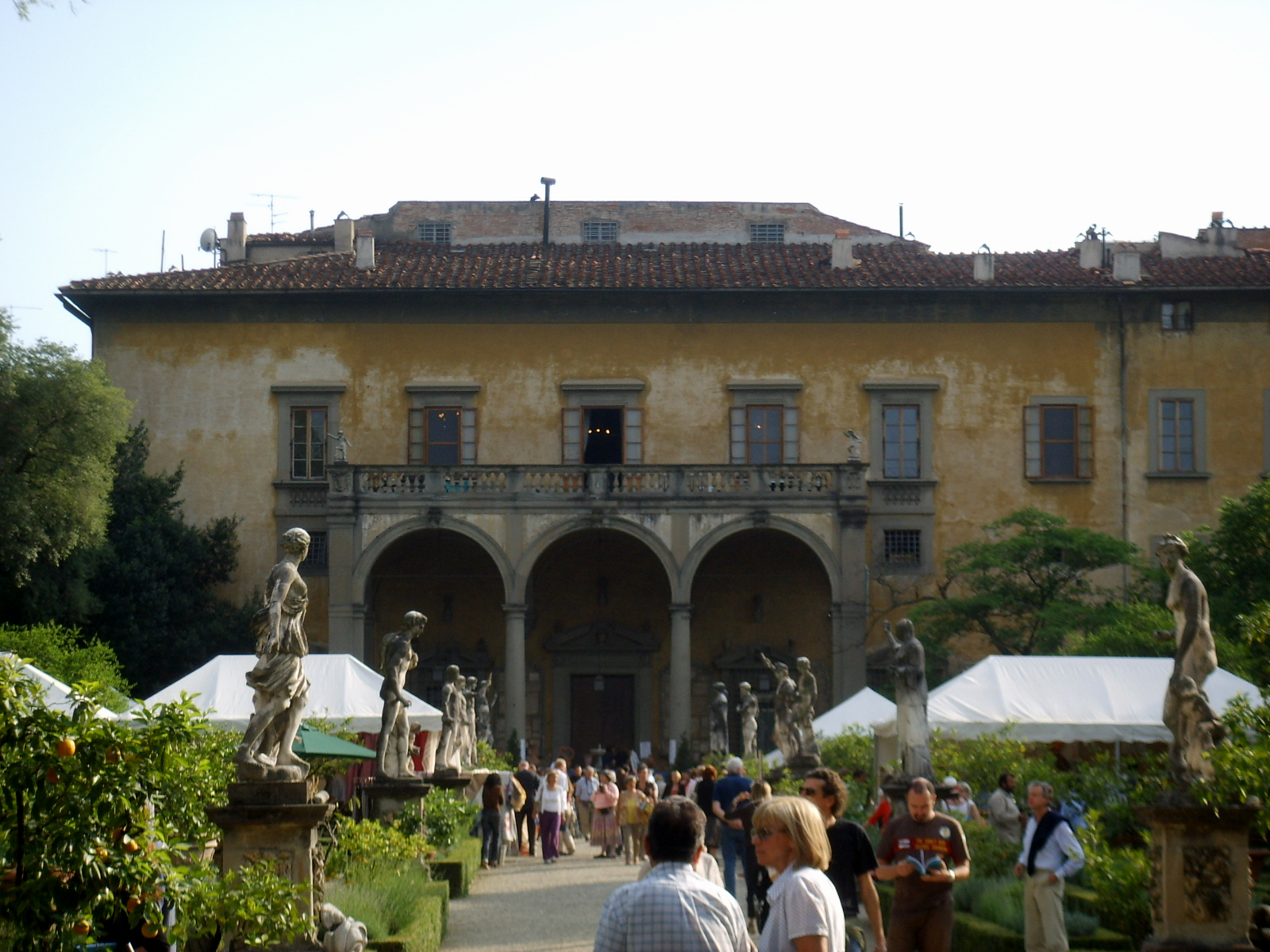
Fachada do Palazzo Corsini al Prato voltada para o jardim.

O Palazzo Corsini al Prato é um palácio de Florença, localizado no nº 15 da Via del Prato, que pertenceu à rica família dos Corsini. O palácio encontra-se inserido num complexo que também inclui os seus antigos jardins.

## OPrato
A zona do Prato é um grande largo na zona oeste do Centro Histórico de Florença, antigamente não pavimentada por se destinar ao mercado de gado semanal. 
A zona estava, e ainda está, encravada entre a área de influência do convento franciscano de Santa Maria Novella e a dos Umiliati de Ognissanti. Também hospedava alguns hospitais para leprosos que a tornavam pouco saudável. 
A partir de meados do século XVI, a zona sofreu um verdadeiro renascimento, tornando-se num lugar de representação e passeio, uma requalificação selada, em 1589, pelas bodas entre o Grão-duque Fernando I de Médicis e Cristina de Lorena, que se realizaram precisamente nesta área, magnificamente decorada por cenografia criada pelos grandes artistas da corte, como Giambologna, Bartolomeo Ammannati e Bernardo Buontalenti.

## OCasinoquinhentista

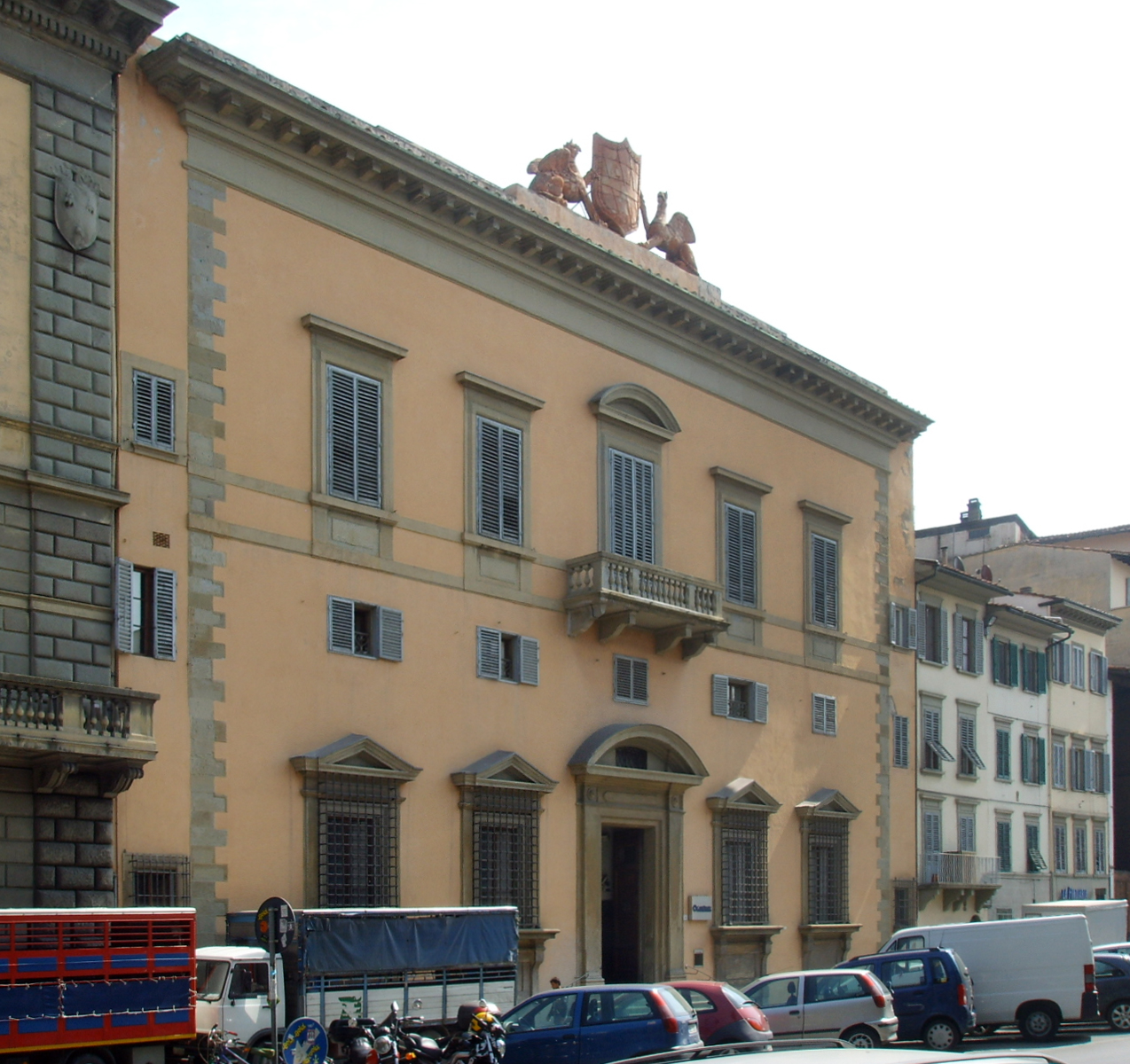
Fachada do palácio quinhentista vista do Prato.

Àquela mesma época, exactamente ao ano de 1590, remonta a colocação da primeira pedra do palácio na zona elevada do Prato, projectado por Buontalenti para Alessandro Acciaiuoli, um aristocrata com paixão pela botânica que desejava possuir um casino, uma daquelas construções que estava então em grande moda e que consistiam numa espécie de villa na cidade, circundada por um amplo parque. 
Por isso, o palácio desenvolveu-se essencialmente no piso térreo, onde a família vivia junto ao jardim, com os tectos altos e as decorações que estavam normalmente reservadas aos andares nobres dos palácios citadinos. Ao projecto original pertencem as "janelas ajoelhadas" (ou seja, com os parapeitos apoiados em suportes salientes), com tímpanos que ainda se veêm actualmente. Porém, poucos anos depois, a falência do Banco dei Ricci, família ligada amigável e financeiramente aos Acciaioli, levou a um efectivo bloqueio dos trabalhos.

## Os Corsini

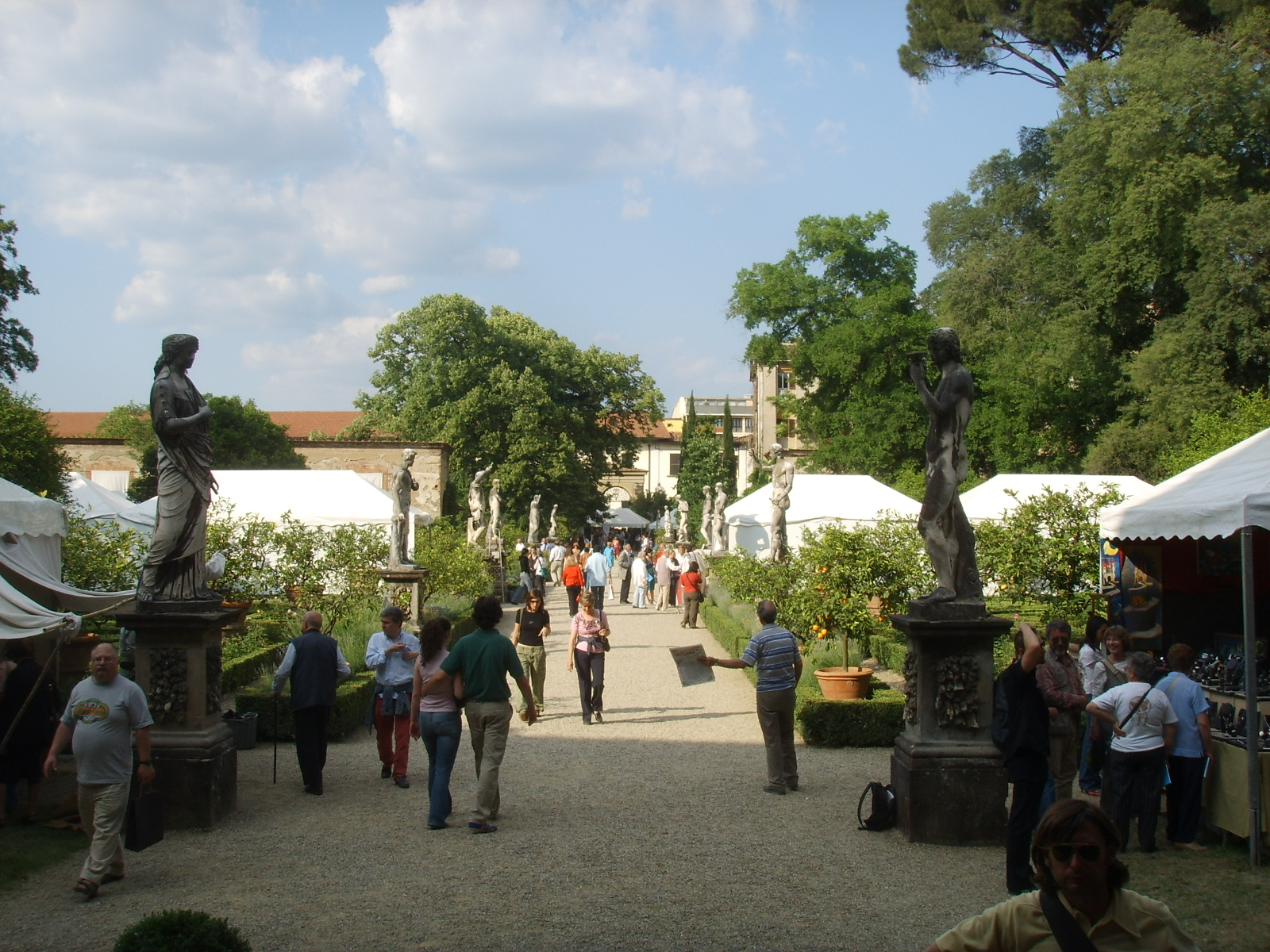
Alameda com estátuas nos jardins do Palazzo Corsini al Prato.

Em 1620, a propriedade foi cedida aos Corsini e o acto de venda fala dum casamento non finito ("casamento não acabado"), de um semplicista, ou seja, dum horto de plantas medicinais como se cultivavam no Giardino dei Semplici, e de uma ragnaia, ou seja, um bosque de azinheiras, onde também estavam instaladas as redes para a captrura dos pássaros.
Filippo Corsini confiou a realização dum jardim à italiana a Gherardo Silvani, que criou as belas alamedas adornadas por estátuas que ainda se veêm nas traseiras do palácio, com esculturas que assentam sobre pedestais de altura decrescente para criar um efeito prospectivo de maior amplitude.

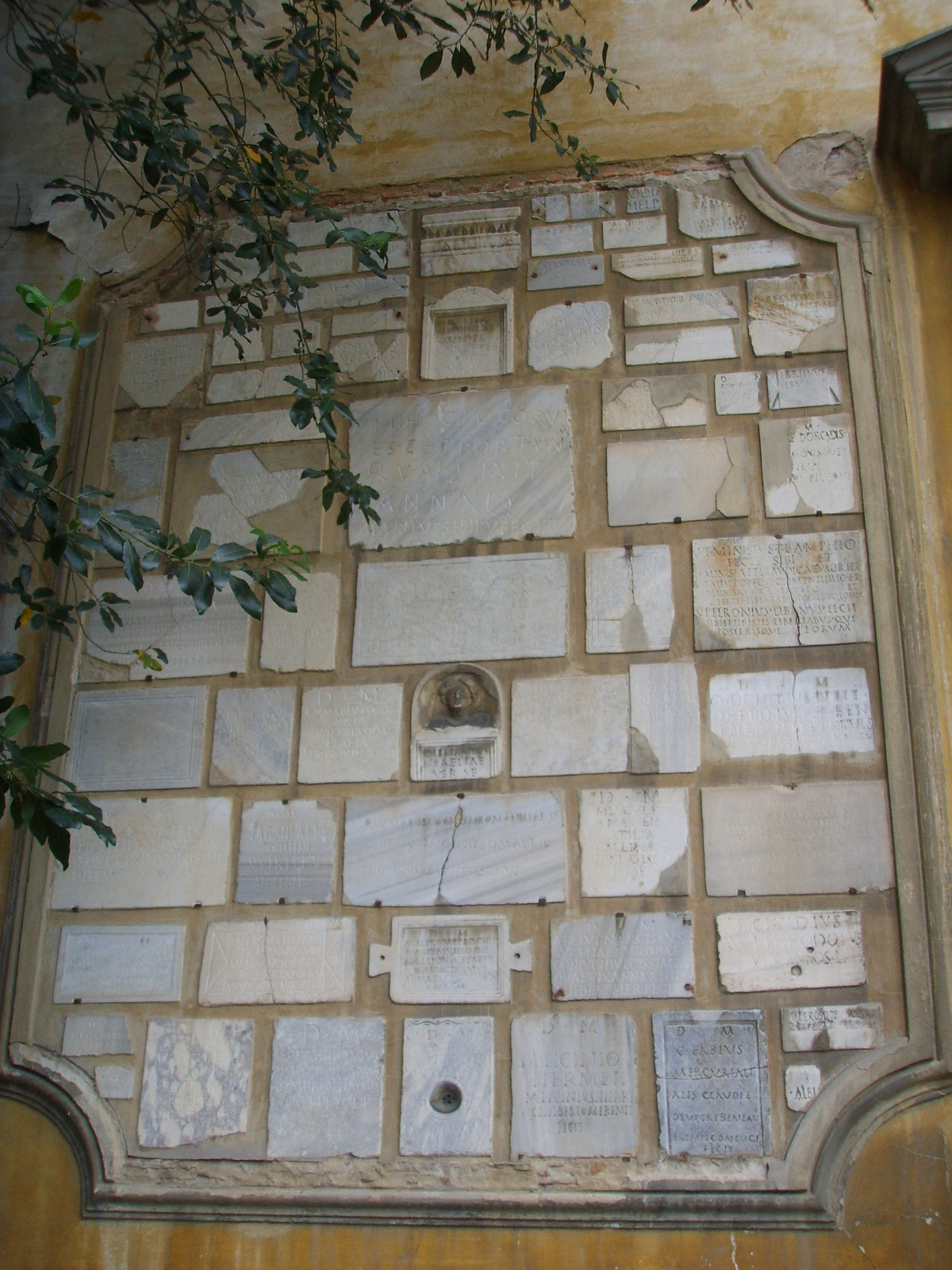
Lápides enquadradas e inseridas na parede externa do palácio.

Invitáveis decorações geométricas com sebes de buxo decoram o parque, juntamente com duas selvatici, os seja, duas zonas arborizadas nas quais foi realizado um labirinto de loureiro, e três limonaie, o testemunho da desenfreada paixão da época pelos citrinos, plantas belas e exóticas para os rígorosos invernos toscanos.
No século XVIII, a família atinge o seu apogeu com a eleição para o trono pontifício do Cardeal Lorenzo Corsini como Papa Clemente XII, cujo sobrinho Neri foi um grande coleccionador de antiguidades, como testemunha a colecção de lápides e variadas inscrições antigas (gregas, latinas e etruscas) inseridas na loggia da fachada do palácio em quadros decorativos, de forma análoga ao que fizeram os Riccardi no Palazzo Medici Riccardi.

## O século XIX

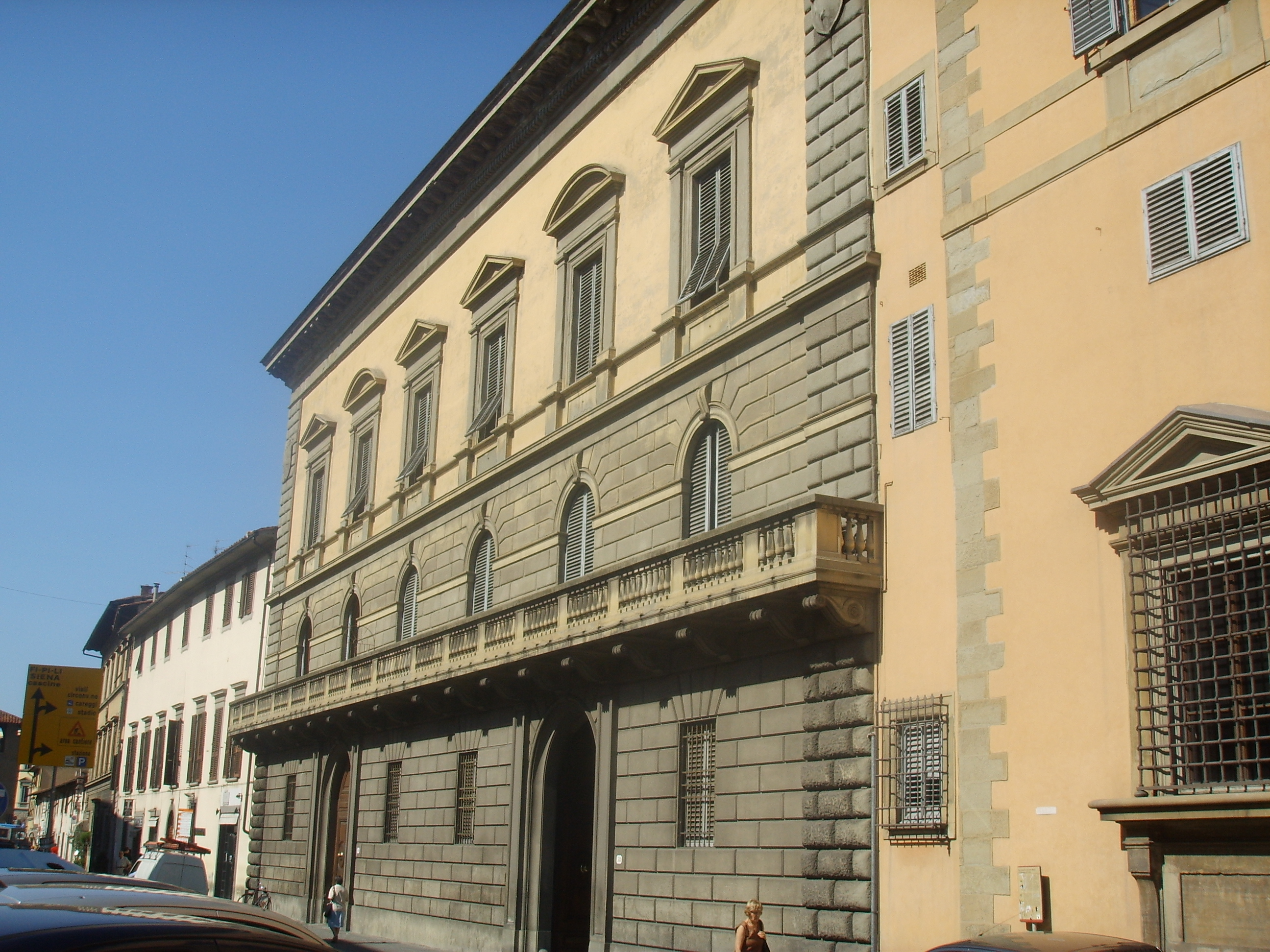
A fachada da ampliação oitocentista, com a varanda sobre o Prato.

No século XIX, aquela que era uma residência estival temporária (em relação ao Palazzo Corsini al Parione) tornou-se residência fixa do Marquês Neri Corsini di Laiatico e sofreu importantes trabalhos de ampliação, obra do arquitecto Ulisse Faldi, com a criação de duas alas laterais em estilo neo-renascentista. 
Posteriormente, por volta do ano 1860, Vincenzo Micheli realizou um novo edifício voltado para o Prato, no lugar do antigo Convento dei Santi Maria e Giuseppe sul Prato, no qual encontrou espaço uma varanda para se poder assistir ao Palio dei Berberi, uma corrida hípica, versão florentina do Palio di Siena, que se disputou até cerca de 1870, pela Via Ponte alle Mosse (que deve o seu nome ao facto da corrida tomar le mosse - o movimento - ou seja, partia daqui) até à Porta alla Croce (inserida na actual Piazza Beccaria).
O jardim sofreu uma nova transformação sob o impulso da pintora Antonietta Wald Stratten, segundo a moda então dominante do jardim à inglesa em estilo romântico, com as ragnaie transformadas em bosques de árvores de crescimento rápido, cortadas por caminhos, e com a abertura dum lago em frente da limonaia que, no entanto, foi rapidamente soterrado devido à estagnação das águas que atraiam pouco saudáveis colónias de mosquitos. Resta, contudo, a graciosa estátua do menino sobre a tartaruga executada para o centro do espelho de água.

## O século XX

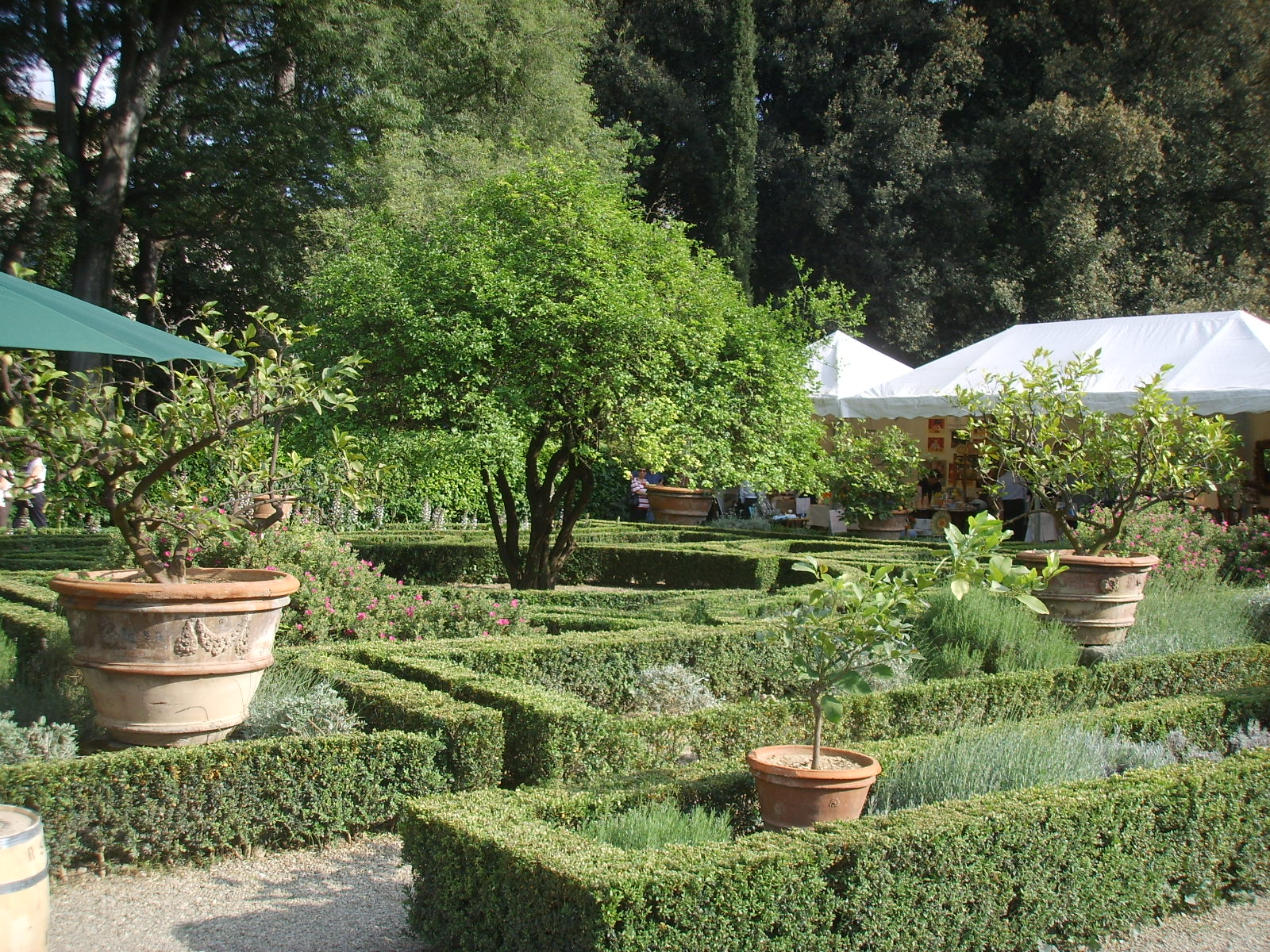
Canteiros geométricos no jardim actual.

A última organização do jardim foi projectada por Olivia di Collobiano, em resposta a uma encomenda de Giorgiana Corsini, que na década de 1980 refez os canteiros do jardim à italiana com as peónias de várias tonalidades, uma escolha agradável, mas não filológica em relação ao jardim antigo.
Uma vez por ano, em Maio, o jardim hospeda a exposição de artistas e artesãos Artigianato a palazzo ("Artesanato no Palácio").

## Factos diversos
- O jardim hospeda cerca de 130 árvores de citrinos, graças também às três grandes limonaie, nas quais as plantas passam o inverno.
- Pelo jardim, vagueiam livremente as muitas tartarugas duma numerosa colónia secular que aqui encontrou o ambiente perfeito para a sobrevivência e que hoje conta com mais de cem exemplares.
- A oeste do jardim, circundado pelo mesmo alto muro de cerca e, por isso, invisível do tráfego citadino que o rodeia, encontra-se o último terreno de uso agrícola do centro de Florença, onde se estende um prado com tílias seculares.
- Foram várias as personalidades ilustres que estiveram hospedadas no palácio, entre as quais se contam o rei Frederico IV da Dinamarca, o pretendente ao trono inglês Carlos Eduardo Stuart, a rainha Vitória do Reino Unido e a rainha da Itália Margarida de Sabóia.

## Galeria de imagens

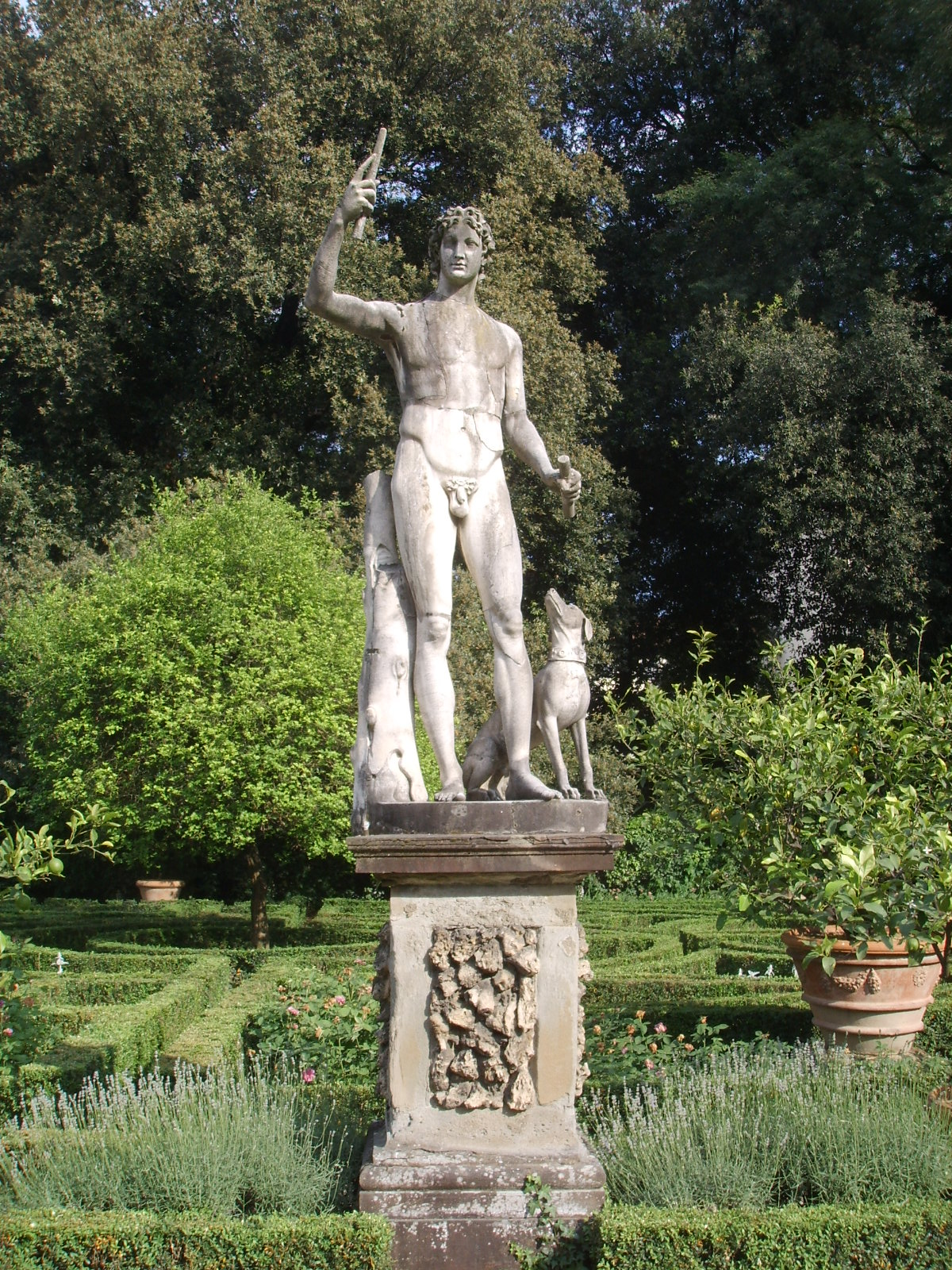
Estátua setecentista.
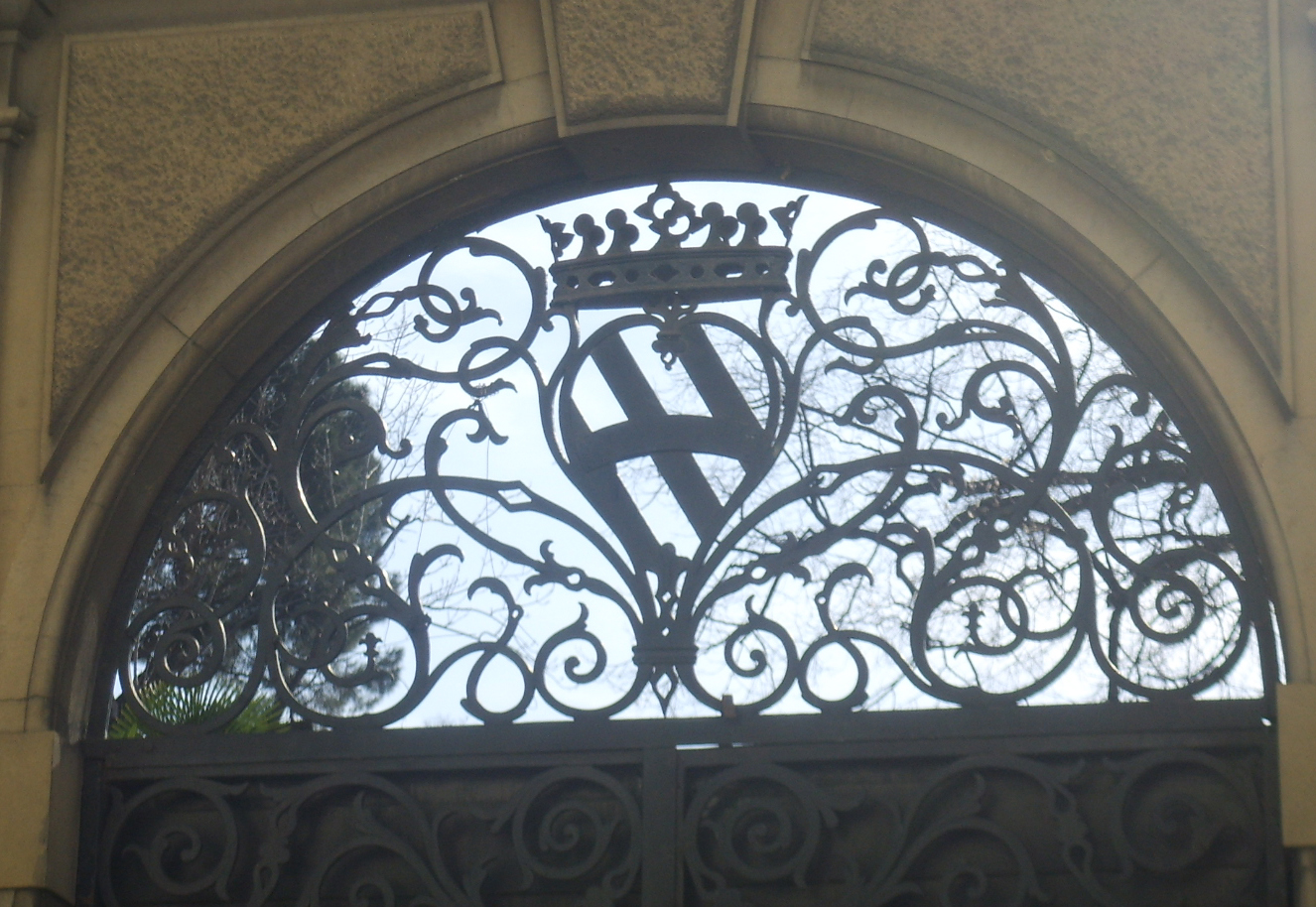
O brasão sobre a cancela do jardim.
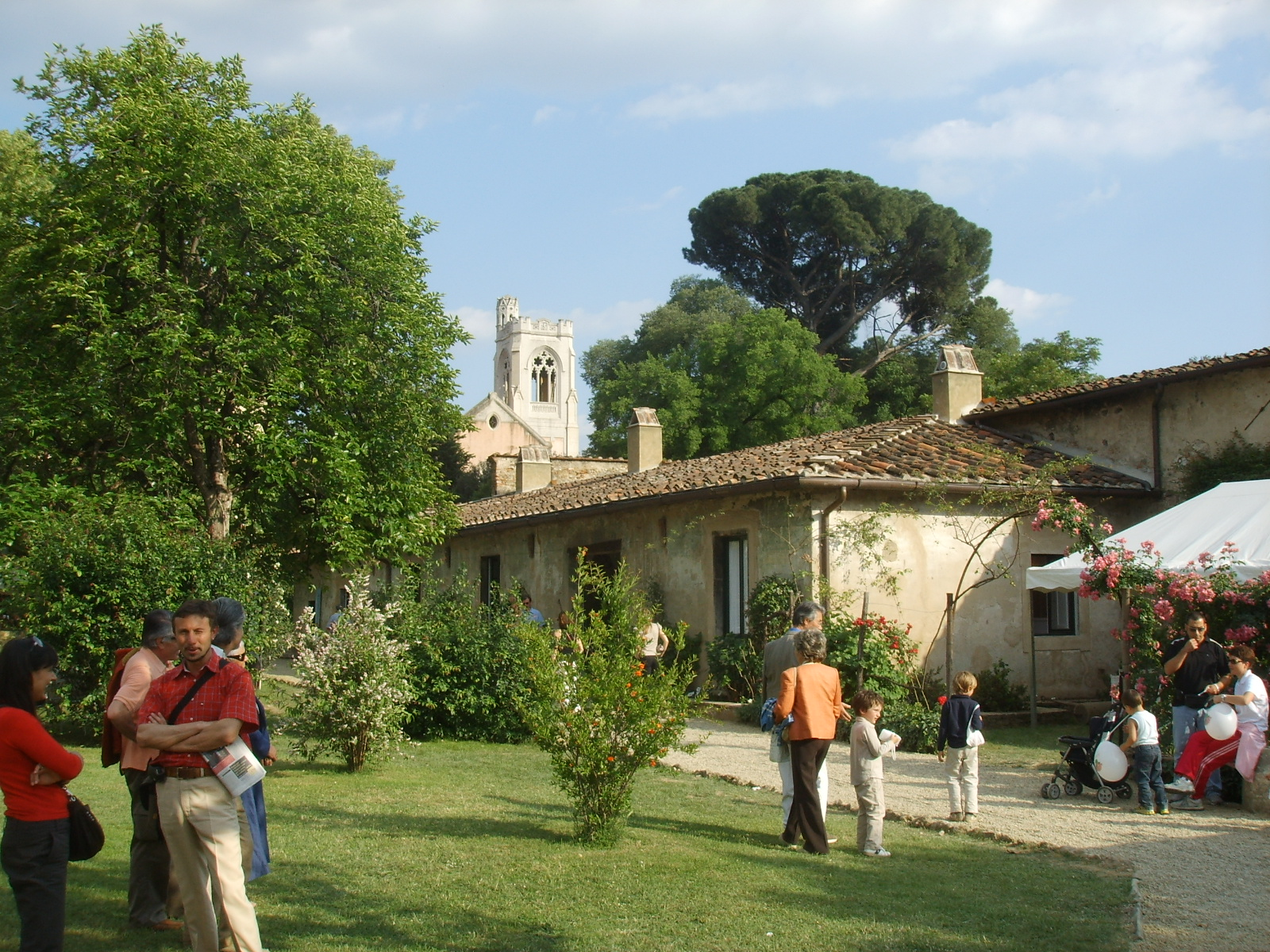
Edifícios agrícolas, com a Igreja Episcopal Americana ao fundo.